# Catherine Timmermans
Catherine Timmermans (Leuven, 17 oktober 1986) is een Belgische gewezen atlete, die gespecialiseerd was in het kogelstoten. Ze werd in totaal tienmaal Belgisch kampioene.

## Loopbaan
Timmermans werd tussen 2007 en 2012 vijfmaal Belgisch kampioene indoor en vijfmaal outdoor. In 2011 miste ze de kampioenschappen door een zwangerschap en een bevalling. Eind  2013 stopte ze met atletiek om in 2014 voor de tweede maal mama te worden.
Timmermans was tussen 2007 en 2009 profatlete bij Atletiek Vlaanderen. Ze was aangesloten bij Daring Club Leuven Atletiek.

## Belgische kampioenschappen
Outdoor
| Onderdeel   | Jaar                         |
| ----------- | ---------------------------- |
| kogelstoten | 2007, 2008, 2009, 2010, 2012 |

Indoor
| Onderdeel   | Jaar                         |
| ----------- | ---------------------------- |
| kogelstoten | 2007, 2008, 2009, 2010, 2012 |

## Persoonlijke records
Outdoor
| Onderdeel   | Prestatie | Datum         | Plaats |
| ----------- | --------- | ------------- | ------ |
| kogelstoten | 16,35 m   | 15 maart 2008 | Split  |

Indoor
| Onderdeel   | Prestatie | Datum            | Plaats  |
| ----------- | --------- | ---------------- | ------- |
| kogelstoten | 16,04 m   | 24 februari 2008 | Hoboken |

## Palmares

### kogelstoten
- 2006:  BK AC indoor - 13,99 m
- 2006:  BK AC - 13,67 m
- 2007:  BK AC indoor - 15,50 m
- 2007: 8e EK U23 in Debrecen - 15,75 m
- 2007:  BK AC - 16,01 m
- 2008:  BK AC indoor - 16,02 m
- 2008:  BK AC - 14,65 m
- 2009:  BK AC indoor - 15,51 m
- 2009:  BK AC - 15,91 m
- 2010:  BK AC indoor - 14,50 m
- 2010:  BK AC - 15,74 m
- 2012:  BK AC indoor - 15,58 m
- 2012:  BK AC - 15,23 m
- 2013:  BK AC - 14,55 m